# Decarthron mimicum
Decarthron mimicum är en skalbaggsart som beskrevs av Park 1958. Decarthron mimicum ingår i släktet Decarthron och familjen kortvingar. Inga underarter finns listade i Catalogue of Life.